# Gombergean
Gombergean est une commune française située dans le département de Loir-et-Cher en région Centre-Val de Loire.
Localisée au nord-ouest du département, la commune fait partie de la petite région agricole « la Beauce », une vaste étendue de cultures céréalières, oléagineuses (colza) et protéagineuses (pois, féverolle, lupin), avec également de la betterave sucrière, et de la pomme de terre. Elle est drainée par la Cisse Landaise et par divers petits cours d'eau.
L'occupation des sols est marquée par l'importance des espaces agricoles et naturels qui occupent la quasi-totalité du territoire communal. Aucun espace naturel présentant un intérêt patrimonial n'est toutefois recensé sur la commune dans l'inventaire national du patrimoine naturel. En 2010, l'orientation technico-économique de l'agriculture sur la commune est la culture des céréales et des oléoprotéagineux. À l'instar du département qui a vu disparaître le quart de ses exploitations en dix ans, le nombre d'exploitations agricoles a fortement diminué, passant de 28 en 1988, à 10 en 2000, puis à 9 en 2010.
Avec 188 habitants en 2017, la commune fait partie des 44 communes les plus faiblement peuplées de Loir-et-Cher.
Ses habitants s'appellent les Gombergeanaises et les Gombergeanais.

## Géographie

### Localisation et communes limitrophes
La commune de Gombergean se trouve au nord-ouest du département de Loir-et-Cher, dans la petite région agricole de la Beauce,. À vol d'oiseau, elle se situe à 19,6 km  de Blois, préfecture du département, à 15,9 km de Vendôme, sous-préfecture, et à 20 km de Montoire-sur-le-Loir, chef-lieu du canton de Montoire-sur-le-Loir dont dépend la commune depuis 2015. La commune fait en outre partie du bassin de vie de Château-Renault.
Les communes les plus proches sont : Lancôme (3,3 km), Pray (3,8 km), Saint-Cyr-du-Gault (4,9 km), Françay (4,9 km), Lancé (4,9 km), Saint-Gourgon (5,1 km), Saint-Étienne-des-Guérets (5,8 km), Saint-Amand-Longpré (6,5 km)  et Herbault (6,7 km).

### Paysages et relief
Dans le cadre de la Convention européenne du paysage, adoptée le 20 octobre 2000 et entrée en vigueur en France le 1er juillet 2006, un atlas des paysages de Loir-et-Cher a été élaboré en 2010 par le CAUE de Loir-et-Cher, en collaboration avec la DIREN Centre (devenue DREAL en 2011), partenaire financier. Les paysages du département s'organisent ainsi en huit grands ensembles et 25 unités de paysage,. La commune fait partie de l'unité de paysage de « la Beauce ».
La fertile Beauce, qui couvre pas moins de six cent mille hectares, est un vaste plateau, essentiellement consacré aux grandes cultures (céréales, colza, betterave sucrière). En Loir-et-Cher, la Beauce s'avance jusqu'à Blois, bordée au nord par le Loir et au sud par la Loire, couvrant un septième du département. Ses paysages épurés et ouverts sur le ciel contrastent avec les vertes collines Percheronnes au nord et surtout avec les grandes forêts Solognotes au sud.
L'altitude du territoire communal varie de 114 mètres à 130 mètres,.

### Hydrographie

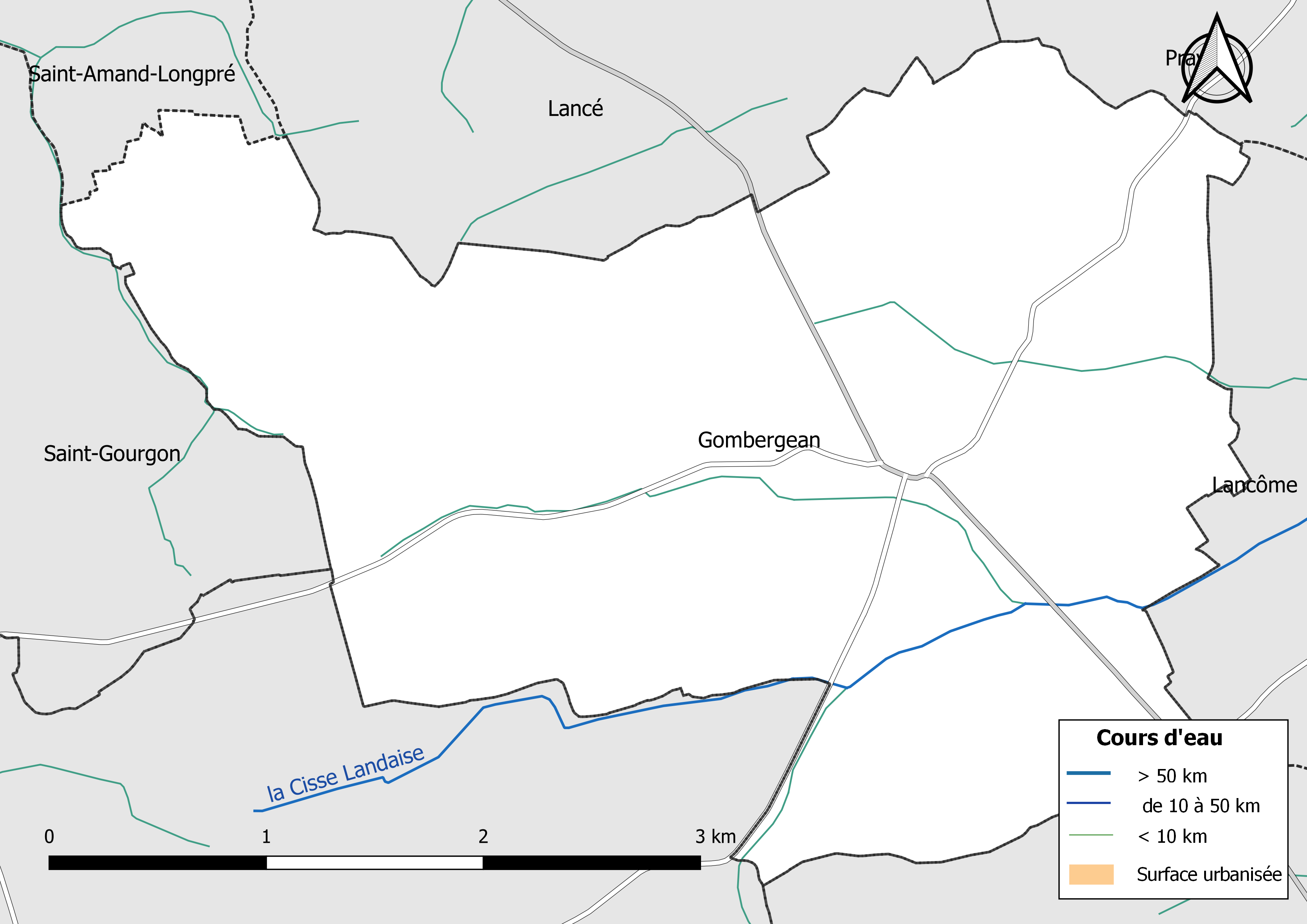
Réseau hydrographique de Gombergean.

La commune est drainée par la Cisse Landaise (1,723 km) et par divers petits cours d'eau, constituant un réseau hydrographique de 8,33 km de longueur totale.
La Cisse Landaise traverse la commune d'ouest en est. D'une longueur totale de 19,8 km, elle prend sa source dans la commune de Saint-Cyr-du-Gault et se jette  dans la Cisse à Saint-Bohaire, après avoir traversé 6 communes. 
Sur le plan piscicole, ce cours d'eau est classé en première catégorie, où le peuplement piscicole dominant est constitué de salmonidés (truite, omble chevalier, ombre commun, huchon).

### Climat
Pour des articles plus généraux, voir Climat du Centre-Val de Loire et Climat de Loir-et-Cher.
En 2010, le climat de la commune est de type climat océanique dégradé des plaines du Centre et du Nord, selon une étude du CNRS s'appuyant sur une série de données couvrant la période 1971-2000. En 2020, Météo-France publie une typologie des climats de la France métropolitaine dans laquelle la commune est exposée à un climat océanique altéré et est dans la région climatique Moyenne vallée de la Loire, caractérisée par une bonne insolation (1 850 h/an) et un été peu pluvieux.
Pour la période 1971-2000, la température annuelle moyenne est de 11,1 °C, avec une amplitude thermique annuelle de 15,2 °C. Le cumul annuel moyen de précipitations est de 656 mm, avec 10,2 jours de précipitations en janvier et 7,2 jours en juillet. Pour la période 1991-2020, la température moyenne annuelle observée sur la station météorologique de Météo-France la plus proche, sur la commune de Saunay à 10 km à vol d'oiseau, est de 12,0 °C et le cumul annuel moyen de précipitations est de 657,3 mm,. Pour l'avenir, les paramètres climatiques de la commune estimés pour 2050 selon différents scénarios d'émission de gaz à effet de serre sont consultables sur un site dédié publié par Météo-France en novembre 2022.

### Milieux naturels et biodiversité
Aucun espace naturel présentant un intérêt patrimonial n'est recensé sur la commune dans l'inventaire national du patrimoine naturel,,.

## Urbanisme

### Typologie
Au 1er janvier 2024, Gombergean est catégorisée commune rurale à habitat dispersé, selon la nouvelle grille communale de densité à sept niveaux définie par l'Insee en 2022.
Elle est située hors unité urbaine. Par ailleurs la commune fait partie de l'aire d'attraction de Blois, dont elle est une commune de la couronne,. Cette aire, qui regroupe 78 communes, est catégorisée dans les aires de 50 000 à moins de 200 000 habitants,.

### Occupation des sols
L'occupation des sols est marquée par l'importance des espaces agricoles et naturels (100 %). La répartition détaillée ressortant de la base de données européenne d'occupation biophysique des sols Corine Land Cover millésimée 2012 est la suivante : 
terres arables (86,1 %), 
zones agricoles hétérogènes (3,9 %), 

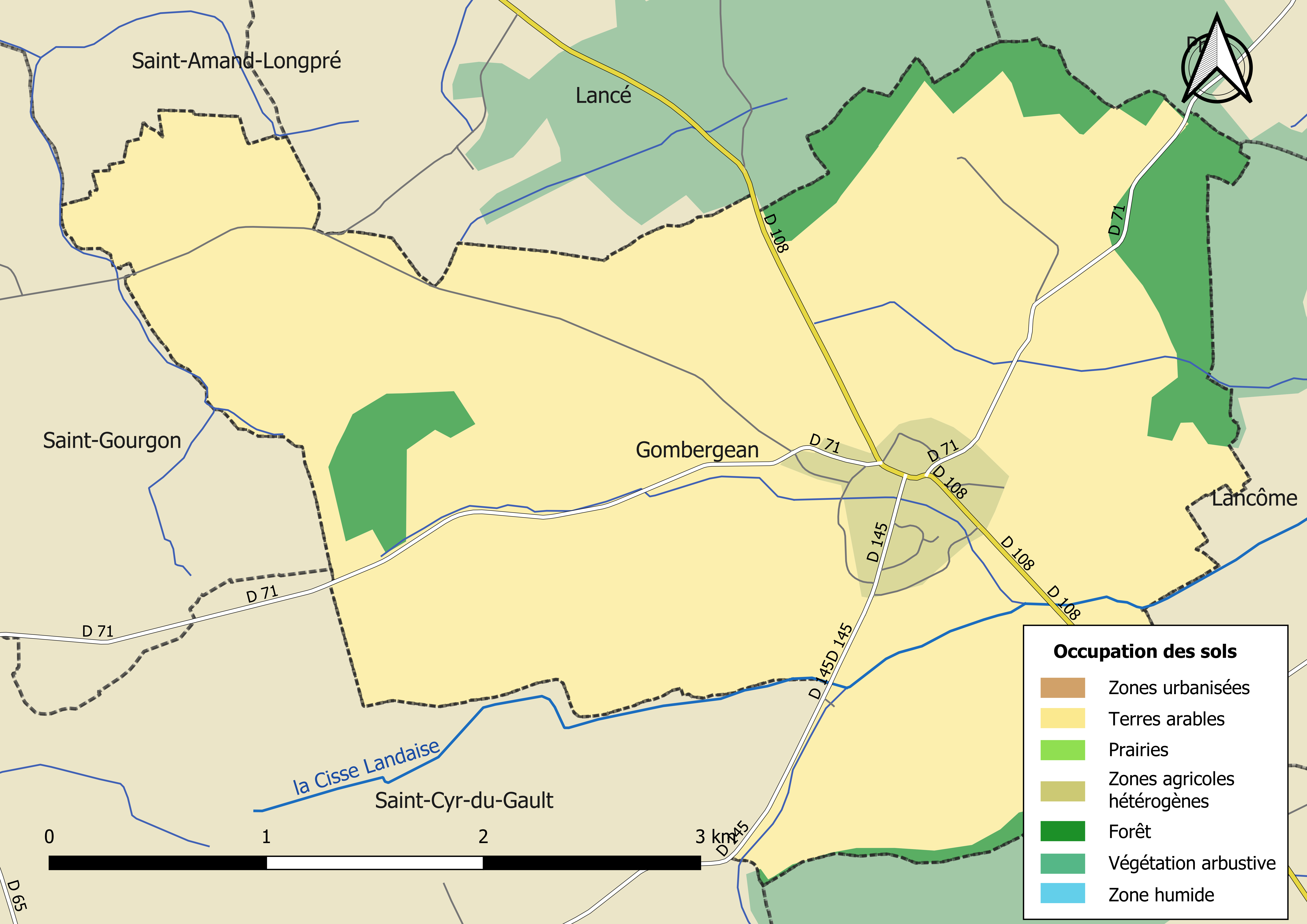
Carte des infrastructures et de l'occupation des sols de la commune en 2018 (CLC).

forêts (10 %).

### Planification
La loi SRU du 13 décembre 2000 a incité fortement les communes à se regrouper au sein d'un établissement public, pour déterminer les partis d'aménagement de l'espace au sein d'un SCoT, un document essentiel d'orientation stratégique des politiques publiques à une grande échelle. La commune est dans le territoire du  SCOT des Territoires du Grand Vendômois, approuvé en 2006 et dont la révision a été prescrite en 2017, pour tenir compte de l'élargissement de périmètre,.
En matière de planification, la commune disposait en 2017 d'une carte communale approuvée, un plan local d'urbanisme était en élaboration. Par ailleurs, à la suite de la loi ALUR (loi pour l'accès au logement et un urbanisme rénové) de mars 2014, un plan local d'urbanisme intercommunal couvrant le territoire de la communauté d'agglomération Territoires Vendômois a été prescrit le 14 décembre 2015.

### Habitat et logement
Le tableau ci-dessous présente la typologie des logements à Gombergean en 2016 en comparaison avec celle du Loir-et-Cher et de la France entière. Une caractéristique marquante du parc de logements est ainsi une proportion de résidences secondaires et logements occasionnels (9,9 %) inférieure à celle du département (18 %) mais supérieure à celle de la France entière (9,6 %). Concernant le statut d'occupation de ces logements, 85,3 % des habitants de la commune sont propriétaires de leur logement (88,1 % en 2011), contre 68,1 % pour le Loir-et-Cher et 57,6 pour la France entière.
|                                                         | Gombergean | Loir-et-Cher | France entière |
| ------------------------------------------------------- | ---------- | ------------ | -------------- |
| Résidences principales (en %)                           | 82,3       | 74,5         | 82,3           |
| Résidences secondaires et logements occasionnels (en %) | 9,9        | 18           | 9,6            |
| Logements vacants (en %)                                | 7,7        | 7,5          | 8,1            |

### Risques majeurs
Le territoire communal de Gombergean est vulnérable à différents aléas naturels :  climatiques (hiver exceptionnel ou canicule), mouvements de terrains ou sismique (sismicité très faible),.
Les mouvements de terrains susceptibles de se produire sur la commune sont liés au retrait-gonflement des argiles. Le phénomène de retrait-gonflement des argiles est la conséquence d'un changement d'humidité des sols argileux. Les argiles sont capables de fixer l'eau disponible mais aussi de la perdre en se rétractant en cas de sécheresse. Ce phénomène peut provoquer des dégâts très importants sur les constructions (fissures, déformations des ouvertures) pouvant rendre inhabitables certains locaux. La carte de zonage de cet aléa peut être consultée sur le site de l'observatoire national des risques naturels Georisques.

## Économie

### Secteurs d'activité
Le tableau ci-dessous détaille le nombre d'entreprises implantées à Gombergean selon leur secteur d'activité et le nombre de leurs salariés :
|                                                              | total | % com (% dep) | 0 salarié | 1 à 9 salarié(s) | 10 à 19 salariés | 20 à 49 salariés | 50 salariés ou plus |
| ------------------------------------------------------------ | ----- | ------------- | --------- | ---------------- | ---------------- | ---------------- | ------------------- |
| Ensemble                                                     | 15    | 100,0 (100)   | 11        | 4                | 0                | 0                | 0                   |
| Agriculture, sylviculture et pêche                           | 8     | 53,3 (11,8)   | 6         | 2                | 0                | 0                | 0                   |
| Industrie                                                    | 1     | 6,7 (6,5)     | 1         | 0                | 0                | 0                | 0                   |
| Construction                                                 | 2     | 13,3 (10,3)   | 1         | 1                | 0                | 0                | 0                   |
| Commerce, transports, services divers                        | 3     | 20,0 (57,9)   | 3         | 0                | 0                | 0                | 0                   |
| dont commerce et réparation automobile                       | 1     | 6,7 (17,5)    | 1         | 0                | 0                | 0                | 0                   |
| Administration publique, enseignement, santé, action sociale | 1     | 6,7 (13,5)    | 0         | 1                | 0                | 0                | 0                   |
| Champ : ensemble des activités.                              |       |               |           |                  |                  |                  |                     |

Le secteur agricole est important puisqu'il représente 53,3 % du nombre d'entreprises de la commune (8 sur 15), contre 11,8 % au niveau départemental. 
Sur les 15 entreprises implantées à Gombergean en 2016, 11 ne font appel à aucun salarié et 4 comptent 1 à 9 salariés.
Au 1er juillet 2017, la commune est classée en zone de revitalisation rurale (ZRR), un dispositif visant à aider le développement des territoires ruraux principalement à travers des mesures fiscales et sociales. Des mesures spécifiques en faveur du développement économique s'y appliquent également.
Le principal secteur économique est l'agriculture mais on compte aussi quelques artisans (maroquinerie, menuiserie agencement d'intérieur et extérieur...). Il n'y a aucune activité du secteur tertiaire basée sur le village.

### Agriculture
En 2010, l'orientation technico-économique de l'agriculture sur la commune est la culture de céréales et d'oléoprotéagineux (COP). Le département a perdu près d'un quart de ses exploitations en 10 ans, entre 2000 et 2010 (c'est le département de la région Centre-Val de Loire qui en compte le moins). Cette tendance se retrouve également au niveau de la commune où le nombre d'exploitations est passé de 17 en 1988 à 10 en 2000 puis à 9 en 2010. Parallèlement, la taille de ces exploitations augmente, passant de 63 ha en 1988 à 99 ha en 2010. 
Le tableau ci-dessous présente les principales caractéristiques des exploitations agricoles de Gombergean, observées sur une période de 22 ans : 
|                                      | 1988                 | 2000                 | 2010                 |
| Dimension économique                 | Dimension économique | Dimension économique | Dimension économique |
| ------------------------------------ | -------------------- | -------------------- | -------------------- |
| Nombre d'exploitations (u)           | 17                   | 10                   | 9                    |
| Travail (UTA)                        | 28                   | 12                   | 9                    |
| Surface agricole utilisée (ha)       | 1 066                | 1 156                | 892                  |
| Cultures                             |                      |                      |                      |
| Terres labourables (ha)              | 1 053                | 1 154                | 892                  |
| Céréales (ha)                        | 714                  | 734                  | 630                  |
| dont blé tendre (ha)                 | 427                  | 463                  | 416                  |
| dont maïs-grain et maïs-semence (ha) | 87                   | 89                   | s                    |
| Tournesol (ha)                       | 243                  | 104                  | 94                   |
| Colza et navette (ha)                | 76                   | s                    | 135                  |
| Élevage                              |                      |                      |                      |
| Cheptel (UGBTA)                      | 32                   | 5                    | 3                    |

#### Produits labellisés

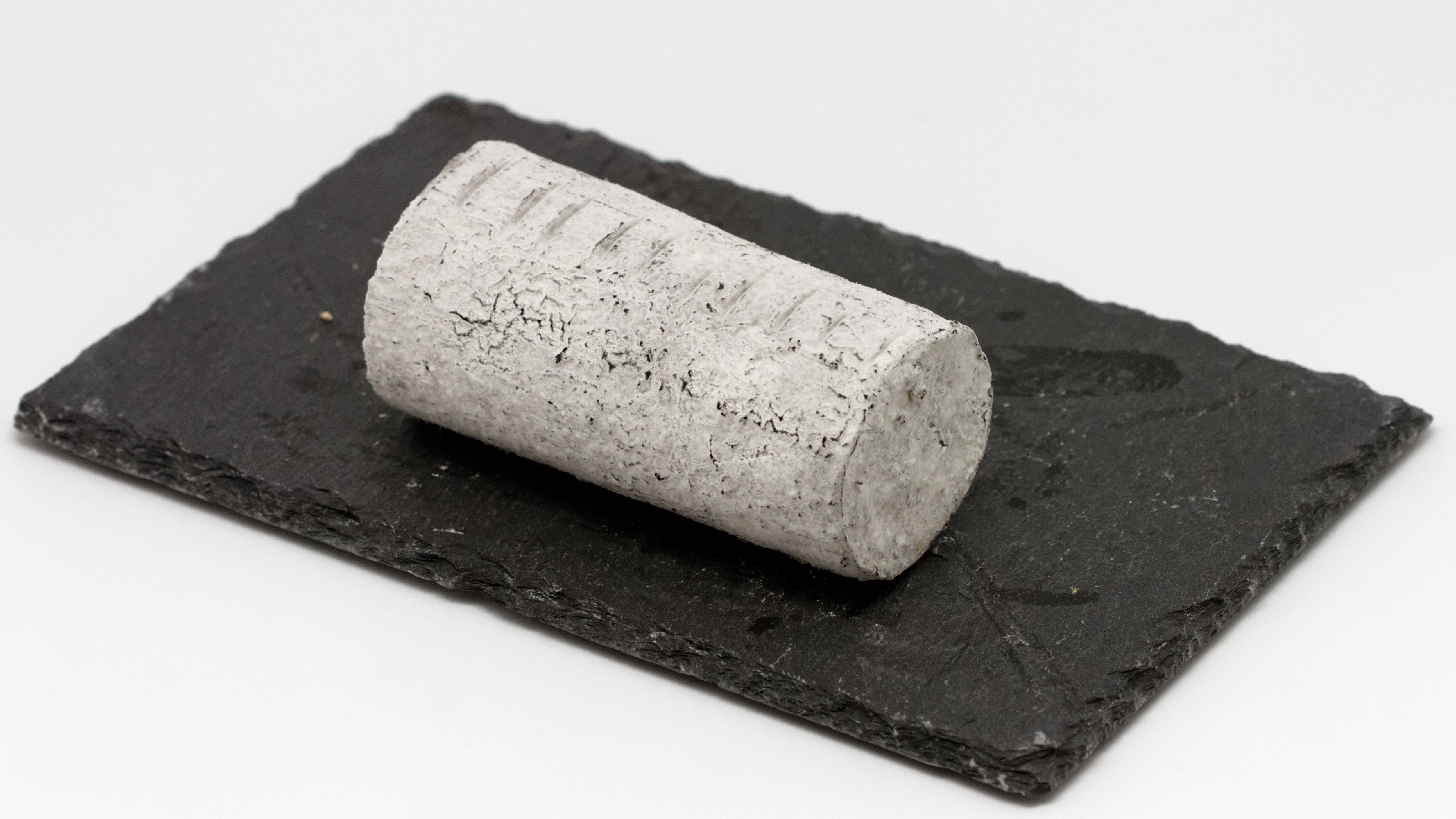
Sainte-maure-de-touraine.

La commune de Gombergean est située dans l'aire de l'appellation d'origine protégée (AOP) d'un produit : un fromage (le Sainte-maure-de-touraine).
Le territoire de la commune est également intégré aux aires de productions de divers produits bénéficiant d'une indication géographique protégée (IGP) : les rillettes de Tours, le vin Val-de-loire, les volailles de l’Orléanais et les volailles du Maine,.

## Histoire

### Révolution française et Empire

#### Nouvelle organisation territoriale
Le décret de l'Assemblée nationale du 12 novembre 1789 décrète qu'« il y aura une municipalité dans chaque ville, bourg, paroisse ou communauté de campagne », mais ce n'est qu'avec le décret de la Convention nationale du 10 brumaire an II (31 octobre 1793) que la paroisse de Gombergean devient formellement « commune de Gombergean »,.
En 1790, dans le cadre de la création des départements, la municipalité est rattachée au canton de Saint Amand et au district de Vendôme. Les cantons sont supprimés, en tant que découpage administratif, par une loi du 26 juin 1793, et ne conservent qu'un rôle électoral, permettant l'élection des électeurs du second degré chargés de désigner les députés,. La Constitution du 5 fructidor an III, appliquée à partir de vendémiaire an IV (1795) supprime les districts, considérés comme des rouages administratifs liés à la Terreur, mais maintient les cantons qui acquièrent dès lors plus d'importance en retrouvant une fonction administrative. Enfin, sous le Consulat, un redécoupage territorial visant à réduire le nombre de justices de paix ramène le nombre de cantons en Loir-et-Cher de 33 à 24. Gombergean est alors rattachée au canton de Saint-Amand et à l'arrondissement de Vendôme par arrêté du 5 vendémiaire an X (26 septembre 1801),,. Cette organisation va rester inchangée pendant près de 150 ans.

### Époque contemporaine
Le nom du village vient de son nom au IIe siècle : « Villa Gomberge », le domaine de Gomberge, le nom d'une femme (héritière, fondatrice ?). Vers 1060 est entreprise la construction de l'église Saint-Georges (saint Georges étant le patron de Gombergean). Elle appartenait à l'abbaye de la Trinité  de Vendôme. Puis il y eut un prieuré et une métairie (pour l'église). Elle dépendait du diocèse de Chartres. Sur l'histoire du village, il n'y eut point en ce lieu de grande bataille, ni de noble naissance, ni de base militaire secrète, rien que de « l'endordinaire » comme l'aurait dit Pérec. Bref à Gombergean on vit des jours paisibles, heureux et longs comme le témoigne la rue des 108 ans où vécut et mourut la doyenne du village, alors doyenne des Françaises.

## Politique et administration

### Découpage territorial
La commune de Gombergean est membre de la communauté d'agglomération Territoires Vendômois, un établissement public de coopération intercommunale (EPCI) à fiscalité propre créé le 1er janvier 2017.
Elle est rattachée sur le plan administratif à l'arrondissement de Vendôme, au département de Loir-et-Cher et à la région Centre-Val de Loire, en tant que circonscriptions administratives. Sur le plan électoral, elle est rattachée au canton de Montoire-sur-le-Loir depuis 2015 pour l'élection des conseillers départementaux et à la Troisième circonscription de Loir-et-Cher pour les élections législatives.

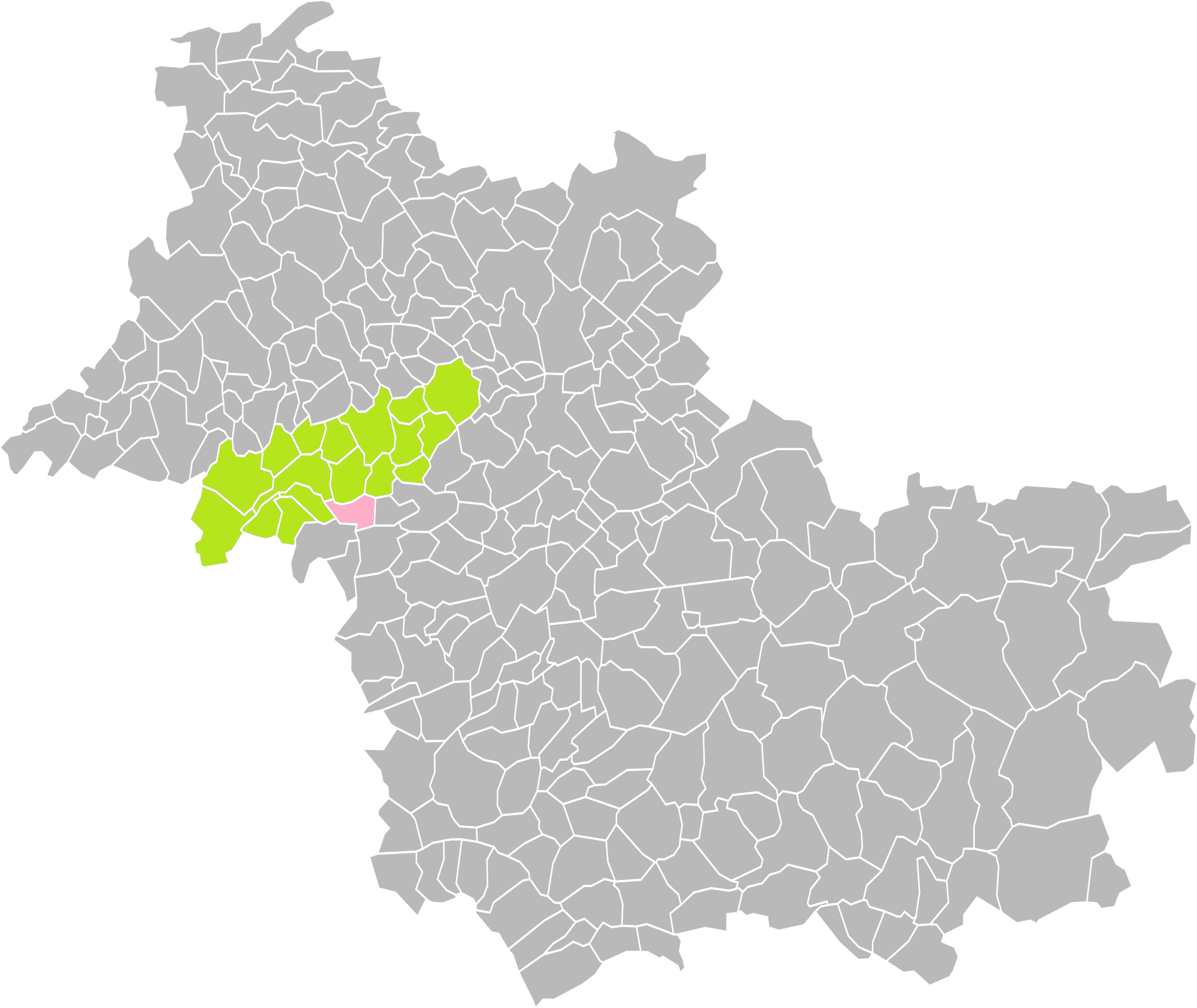
Gombergean dans l'intercommunalité en 2016.
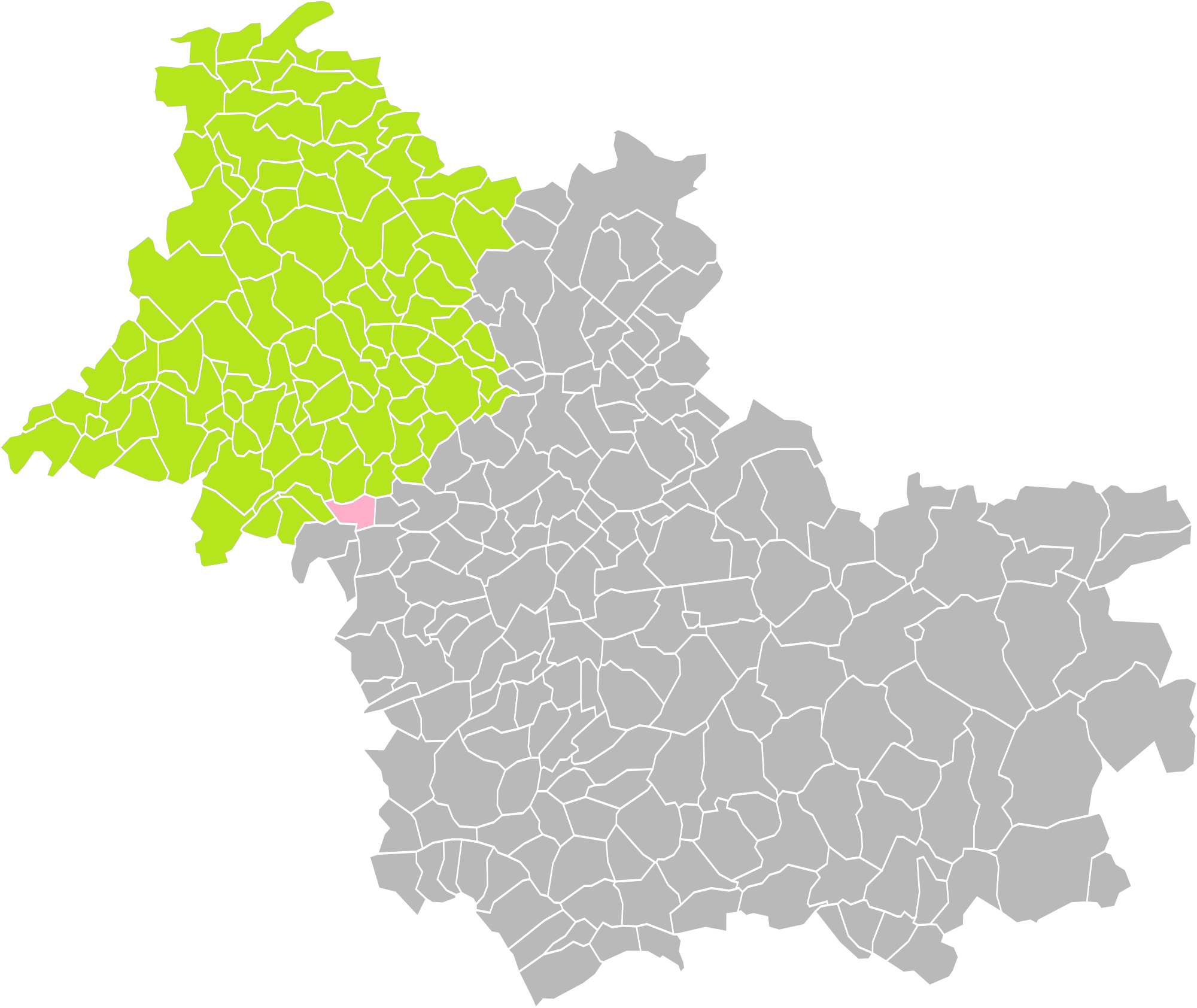
Gombergean dans l'arrondissement de Vendôme en 2016.
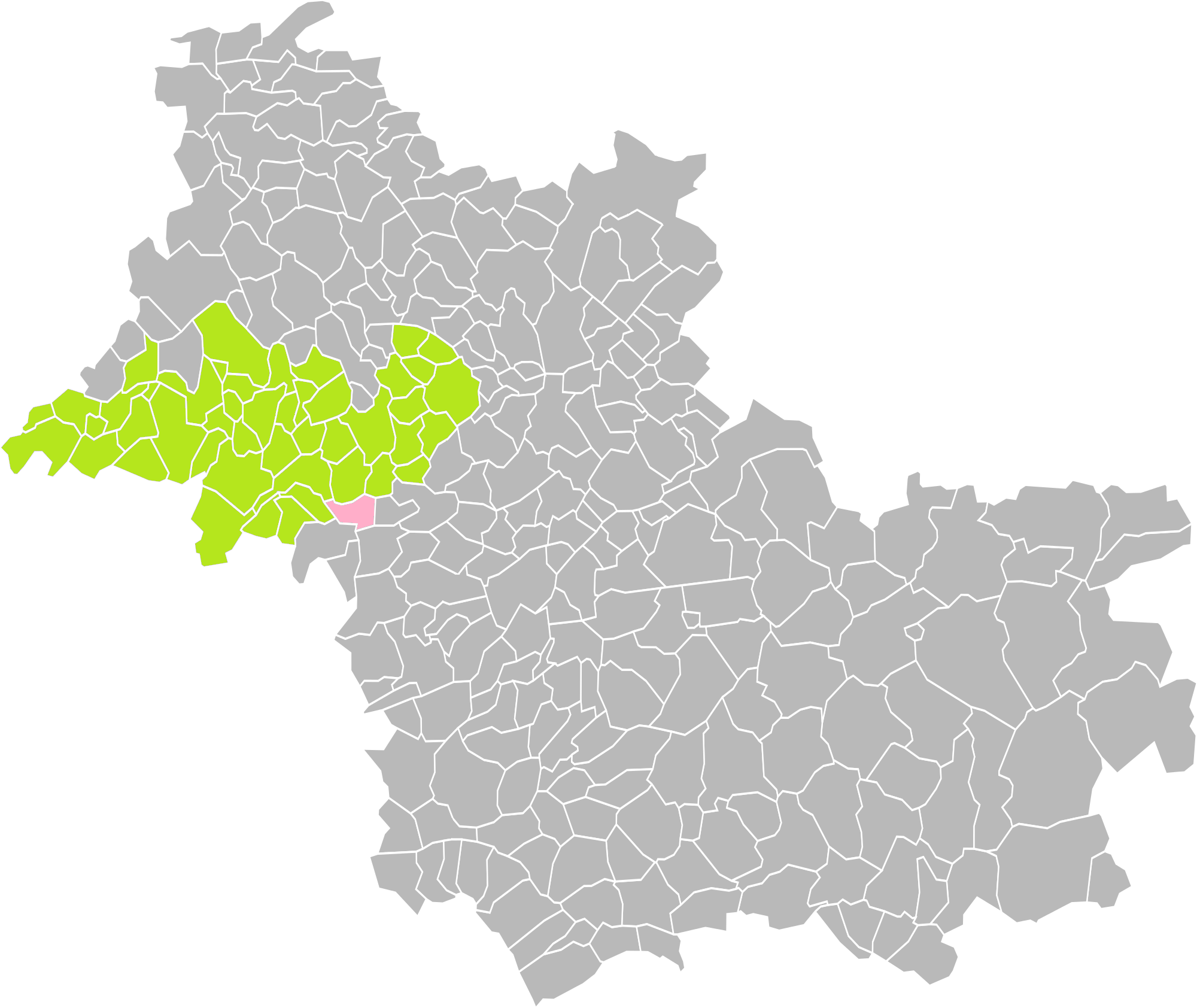
Gombergean dans le canton de Montoire-sur-le-Loir en 2016.

### Politique et administration municipale

#### Conseil municipal et maire
Le conseil municipal de Gombergean, commune de moins de 1 000 habitants, est élu au scrutin majoritaire plurinominal avec liste ouvertes et panachage. Le maire, à la fois agent de l'État et exécutif de la commune en tant que collectivité territoriale, est élu par le conseil municipal au scrutin secret lors de la première réunion du conseil suivant les élections municipales, pour un mandat de six ans, c'est-à-dire pour la durée du mandat du conseil.
| Période                                  | Période   | Identité      | Étiquette | Qualité                              |
| ---------------------------------------- | --------- | ------------- | --------- | ------------------------------------ |
| avant 1988                               | ?         | Edgard Callut |           |                                      |
| mars 2001                                | mars 2014 | Raymond Huet  |           |                                      |
| avril 2014                               | mai 2020  | Jérôme Callut |           | Contremaitre                         |
| mai 2020                                 | En cours  | Sylvie Deux,  |           | Employée administrative d'entreprise |
| Les données manquantes sont à compléter. |           |               |           |                                      |

## Équipements et services

### Eau et assainissement
L'organisation de la distribution de l'eau potable, de la collecte et du traitement des eaux usées et pluviales relève des communes. La compétence eau et assainissement des communes est un service public industriel et commercial (SPIC).

#### Alimentation en eau potable
Le service d'eau potable comporte trois grandes étapes : le captage, la potabilisation et la distribution d'une eau potable conforme aux normes de qualité fixées pour protéger la santé humaine. En 2019, la commune est membre du syndicat intercommunal d'adduction d'eau potable de Saint Gourgon qui assure le service en le délégant à une entreprise privée, Suez dont le contrat arrive à échéance le 31 décembre 2031.

#### Assainissement des eaux usées
En 2019, la commune de Gombergean gère le service d'assainissement collectif en régie directe, c'est-à-dire avec ses propres personnels, avec le statut de régie à autonomie financière.
Une station de traitement des eaux usées est en service au 1er janvier 2019 sur le territoire communal : 
« Le Bourg (Parcelle 786 789P) », un équipement utilisant la technique du filtre biologique, dont la capacité est de 120 EH, mis en service le 1er juillet 1993.
L'assainissement non collectif (ANC) désigne les installations individuelles de traitement des eaux domestiques qui ne sont pas desservies par un réseau public de collecte des eaux usées et qui doivent en conséquence traiter elles-mêmes leurs eaux usées avant de les rejeter dans le milieu naturel. La communauté d'agglomération Territoires Vendômois assure pour le compte de la commune le service public d'assainissement non collectif (SPANC), qui a pour mission de vérifier la bonne exécution des travaux de réalisation et de réhabilitation, ainsi que le bon fonctionnement et l'entretien des installations.

### Sécurité, justice et secours
La sécurité de la commune est assurée par la brigade de gendarmerie de Saint-Amand-Longpré qui dépend du groupement de gendarmerie départementale de Loir-et-Cher installé à Blois.
En matière de justice, Gombergean relève du conseil de prud'hommes de Blois, de la Cour d'appel d'Orléans (juridiction de Blois), de la Cour d'assises de Loir-et-Cher, du tribunal administratif de Blois, du tribunal de commerce de Blois et du tribunal judiciaire de Blois.

## Population et société

### Démographie

#### Évolution démographique
L'évolution du nombre d'habitants est connue à travers les recensements de la population effectués dans la commune depuis 1793. Pour les communes de moins de 10 000 habitants, une enquête de recensement portant sur toute la population est réalisée tous les cinq ans, les populations de référence des années intermédiaires étant quant à elles estimées par interpolation ou extrapolation. Pour la commune, le premier recensement exhaustif entrant dans le cadre du nouveau dispositif a été réalisé en 2004.

En 2022, la commune comptait 163 habitants, en évolution de −16,41 % par rapport à 2016 (Loir-et-Cher : −1,15 %, France hors Mayotte : +2,11 %).
| 1793 | 1800 | 1806 | 1821 | 1831 | 1836 | 1841 | 1846 | 1851 |
| ---- | ---- | ---- | ---- | ---- | ---- | ---- | ---- | ---- |
| 227  | 214  | 239  | 255  | 277  | 285  | 279  | 282  | 286  |

| 1856 | 1861 | 1866 | 1872 | 1876 | 1881 | 1886 | 1891 | 1896 |
| ---- | ---- | ---- | ---- | ---- | ---- | ---- | ---- | ---- |
| 300  | 292  | 351  | 330  | 314  | 312  | 327  | 319  | 338  |

| 1901 | 1906 | 1911 | 1921 | 1926 | 1931 | 1936 | 1946 | 1954 |
| ---- | ---- | ---- | ---- | ---- | ---- | ---- | ---- | ---- |
| 325  | 304  | 298  | 250  | 244  | 270  | 261  | 275  | 230  |

| 1962 | 1968 | 1975 | 1982 | 1990 | 1999 | 2004 | 2006 | 2009 |
| ---- | ---- | ---- | ---- | ---- | ---- | ---- | ---- | ---- |
| 203  | 178  | 172  | 136  | 146  | 145  | 144  | 145  | 177  |

| 2014 | 2019 | 2022 | - | - | - | - | - | - |
| ---- | ---- | ---- | - | - | - | - | - | - |
| 196  | 174  | 163  | - | - | - | - | - | - |

#### Pyramide des âges
La population de la commune est relativement jeune.
En 2018, le taux de personnes d'un âge inférieur à 30 ans s'élève à 31,6 %, soit au-dessus de la moyenne départementale (31,3 %). À l'inverse, le taux de personnes d'âge supérieur à 60 ans est de 16,7 % la même année, alors qu'il est de 31,6 % au niveau départemental.
En 2018, la commune comptait 92 hommes pour 89 femmes, soit un taux de 50,83 % d'hommes, largement supérieur au taux départemental (48,55 %).
Les pyramides des âges de la commune et du département s'établissent comme suit.
| Hommes | Classe d’âge | Femmes |
| ------ | ------------ | ------ |
| 0,0    | 90 ou +      | 1,2    |
| 2,3    | 75-89 ans    | 5,8    |
| 15,9   | 60-74 ans    | 8,1    |
| 30,7   | 45-59 ans    | 37,2   |
| 13,6   | 30-44 ans    | 22,1   |
| 18,2   | 15-29 ans    | 10,5   |
| 19,3   | 0-14 ans     | 15,1   |

| Hommes | Classe d’âge | Femmes |
| ------ | ------------ | ------ |
| 1,1    | 90 ou +      | 2,6    |
| 9,2    | 75-89 ans    | 11,9   |
| 19,7   | 60-74 ans    | 20,4   |
| 20,7   | 45-59 ans    | 20     |
| 16,5   | 30-44 ans    | 16,2   |
| 15,2   | 15-29 ans    | 13,2   |
| 17,6   | 0-14 ans     | 15,7   |

## Culture locale et patrimoine

### Lieux et monuments
Gombergean compte trois monuments : un monument aux morts remarquablement bien conservé, une église datant du XIe siècle et enfin le village qui est en lui-même un témoignage de la vie en France depuis l'époque des Gaulois.

Attardons-nous sur l'église, dédiée à Saint-Georges. Comme indiqué plus haut, elle fut construite au XIe siècle. Elle subit d'importantes rénovations et modifications aux XVe et XVIe siècles avec notamment une nef à lambris et un crucifix en bois sculpté au XVIe siècle, un chœur plus étroit à chevet plat, des baies gothiques, un portail roman et des dalles funéraires de 1583 à 1652 et une piscine au XVe siècle. Plus récemment, son clocher a été rénové 2005.

### Héraldique
|  | Les armoiries de Gombergean se blasonnent ainsi : D'argent à la croix de gueules cantonnée en chef à dextre d'une larme du même. Création J.P. Fernon (1994). |

### Personnalités liées à la commune
Aucune... à part feu la doyenne des Françaises, décédée à l'âge de 108 ans et 121 jours citée plus haut.